# NHL 2K (jeu vidéo, 2000)
NHL 2K est un jeu vidéo de hockey sur glace développé par Treyarch et édité par Sega. Le jeu sort en 2000 sur Dreamcast.

## Accueil
- Jeuxvideo.com : 13/20[1]